# Niek van den Putte
Niek van den Putte is een Nederlandse voetballer die als verdediger speelt.
Hij komt uit de jeugdopleiding van FC Eindhoven. Van 2010 tot 2013 speelde hij voor Lommel United. Tussen 2013 en 2020 kwam hij uit voor Bocholter VV. Vanaf medio 2020 speelt hij voor KFC Esperanza Pelt.

## Statistieken
| Seizoen         | Club            | Competitie      | Competitie | Competitie | Play-offs | Play-offs | Beker | Beker | Totaal | Totaal |
| Seizoen         | Club            | Competitie      | Wed.       | Dlp.       | Wed.      | Dlp.      | Wed.  | Dlp.  | Wed.   | Dlp.   |
| --------------- | --------------- | --------------- | ---------- | ---------- | --------- | --------- | ----- | ----- | ------ | ------ |
| 2010-2011       | Lommel United   | Tweede klasse   | 1          | 0          | 1         | 0         | 0     | 0     | 2      | 0      |
| 2011-2012       | Lommel United   | Tweede klasse   | 10         | 0          | —         | —         | 0     | 0     | 10     | 0      |
| 2012-2013       | Lommel United   | Tweede klasse   | 5          | 0          | 0         | 0         | 1     | 0     | 6      | 0      |
| 2013-2014       | Bocholter VV    | Derde klasse B  | 23         | 1          | 0         | 0         | 0     | 0     | 23     | 1      |
| Carrière totaal | Carrière totaal | Carrière totaal | 39         | 1          | 1         | 0         | 1     | 0     | 41     | 1      |